# Eliminacija nekorisnih simbola
Eliminacija nekorisnih simbola se odvija u dva koraka:
1. korak
U prvom koraku se eliminišu oni pomoćni simboli X iz kojih se ne može izvesti nijedna reč koja se sastoji od završnih simbola. Eliminacija se vrši na osnovu sledećih rekurzivnih definicija:
1. {\displaystyle X\in N} je koristan ako u gramatici postoji bar jedno pravilo oblika {\displaystyle X\rightarrow x,\,x\in \Sigma ^{*}}
2. {\displaystyle X\in N} je koristan ako postoji bar jedno pravilo takvo da je {\displaystyle X\Rightarrow \alpha }, a α se sastoji samo od korisnih simbola iz N i simbola iz Σ

Simboli koji nisu korisni se ukljanjaju iz skupa N i tako se dobija novi skup pomoćnih simbola N' i pravila P'. Ovako modifikovana gramatika ekvivalentna je polaznoj gramatici.
2. korak
U drugom koraku se eliminišu nedostupni simboli iz {\displaystyle \Sigma \cup N'}. Eliminacija se vrši na osnovu sledećih rekurzivnih pravila:
1. {\displaystyle S\in N'} je dostupan simbol.
2. Simboli koji se pojavljuju na desnoj strani pravila dostupnih simbola su dostupni simboli.

Simboli koji se ne identifikuju u ovom koraku su nedostupni, pa se odstranjuju iz skupa N’, što daje novi skup pomoćnih simbola N’’. Dobijena gramatika je ekvivalentna polaznoj gramatici.

## Primer
Neka je gramatika G nad {\displaystyle \Sigma =\{a,\,b\}}, gde je {\displaystyle N=\{S,\,A,\,B,\,C,\,D,\,E\}}, S početni simbol, a skup pravila :
{\displaystyle S\rightarrow AB\,|\,CA}
{\displaystyle A\rightarrow a}
{\displaystyle B\rightarrow AB\,|\,EA}
{\displaystyle C\rightarrow aB\,|\,b}
{\displaystyle D\rightarrow aC}
{\displaystyle E\rightarrow BA}
Prema prvom koraku, kao korisni simboli prvo se identifikuju A i C, a zatim još S i D. Tada, {\displaystyle N'=\{S,\,A,\,C,\,D\}}, a skup pravila P’ postaje:
{\displaystyle S\rightarrow CA}
{\displaystyle A\rightarrow a}
{\displaystyle C\rightarrow b}
{\displaystyle D\rightarrow aC}
U drugom koraku biće eliminisan simbol D jer je nedostupan iz simbola S. Tada {\displaystyle N''=\{S,\,A,\,C\}}, a skup pravila :
{\displaystyle S\rightarrow CA}
{\displaystyle A\rightarrow a}
{\displaystyle C\rightarrow b}

## Beleške
1. ↑  Izvor kompletnog članka: „Prevodioci i interpretatori - uvod u teoriju i metode kompilacije programskih jezika“ - Duško Vitas.